# بخش نیدو
بخش نیدو یکی از بخشهای کانتون برن  در کشور سوئیس است.